# René Jeannel
Pour les articles homonymes, voir Jeannel.
René Gabriel Jeannel, né le 23 mars 1879 à Paris 4e et mort le 20 février 1965 à Paris 7e, est un naturaliste français directeur du Muséum national d'histoire naturelle.

## Biographie

### Jeunesse

#### Famille
René Jeannel est né en 1879 à la caserne des Célestins de la Garde républicaine à Paris où son père est médecin.

#### Études

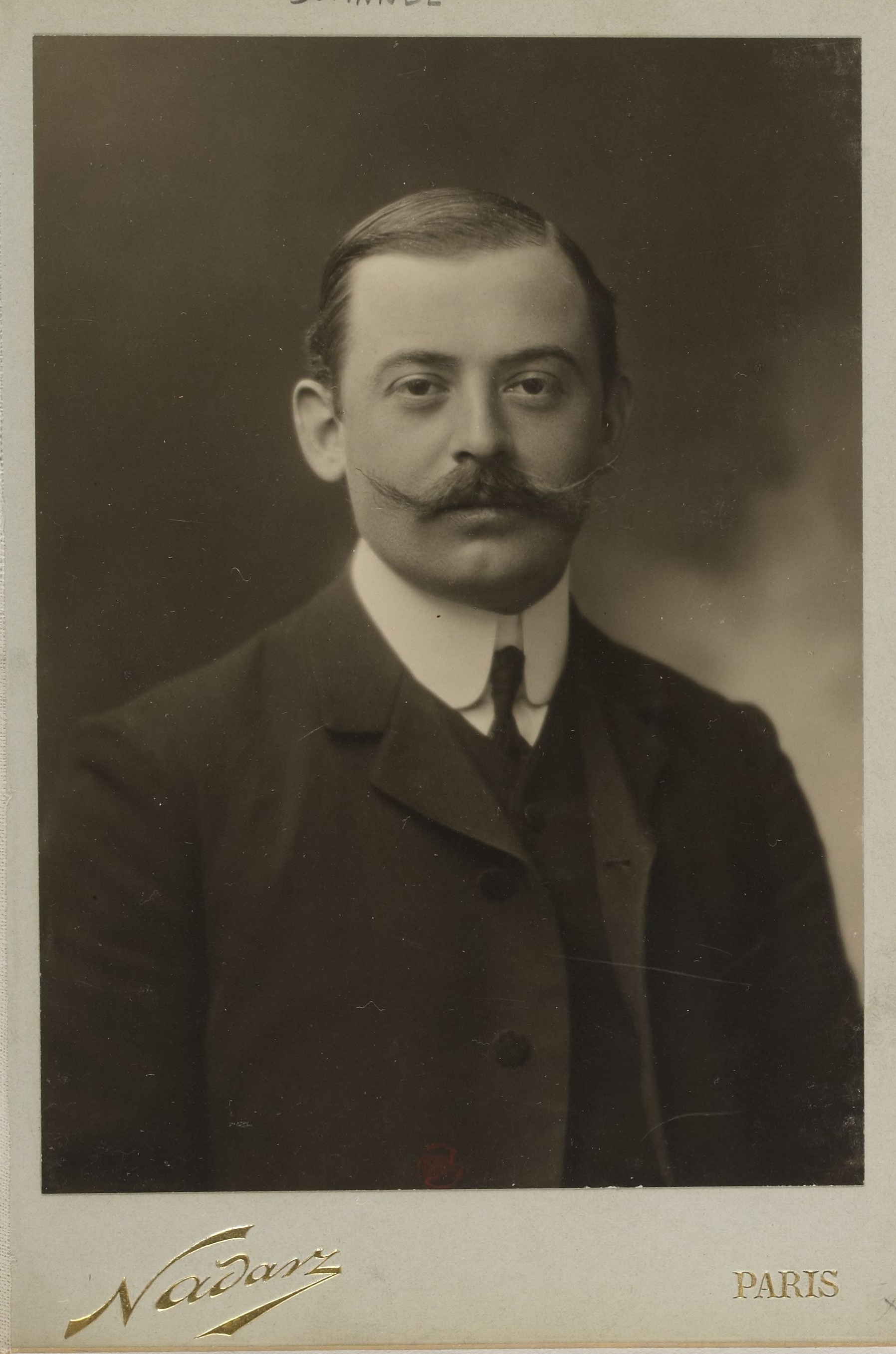
Interne des hôpitaux de Paris à environ 25 ans.

Il fait ses études secondaires à Toulouse, où il rencontre Bernard Lamounette, professeur de sciences naturelles qui lui communique sa passion pour la spéléologie. Dans la grotte d'Otsibarremeheka (Basses-Pyrénées) il récolte ses premiers Aphaenops, coléoptères troglobies aveugles, et découvre deux espèces nouvelles qu'Elzéar Abeille de Perrin décrit en lui dédiant le nom scientifique d’Aphaenops jeanneli.
Déterminé à faire une carrière de biologiste, il doit d'abord obéir à son père Maurice en commençant sa médecine à Toulouse puis à Paris, où il poursuit en parallèle des études de sciences naturelles, en Sorbonne, auprès du professeur Georges Pruvôt. En médecine, il est interne en 1903, et obtient son doctorat en 1907.

### Recherches scientifiques
Sa première communication scientifique, en 1905, porte sur le coléoptère Carabus splendens et est faite devant la Société entomologique de France dont il sera élu président en 1932 à l'occasion du centenaire de cette société.
Pendant son internat en chirurgie, il réussit à faire de la spéléologie dans les catacombes de l'hôpital de Bicêtre où il étudie les insectes cavernicoles. En 1907, il fonde une organisation internationale de biospéléologie avec Emil Racoviță, un roumain de Moldavie à la réputation scientifique déjà établie, auquel il se lie d'une indéfectible amitié.
En 1908, il obtient sa licence en sciences et découvre les fresques paléolithiques de la grotte du Portel dans les Pyrénées, étudiées par l’abbé Henri Breuil.
En 1909, Georges Pruvôt le fait nommer préparateur à la station de biologie marine de Banyuls-sur-Mer où il prépare une thèse en sciences sur les Bathysciinae, qu'il soutient en 1911. Il y rencontre Louis Fage qui deviendra aussi son ami et à qui il dédie le coléoptère cavernicole Diaprysius fagei. La station de Banyuls avait alors pour codirecteur son ami Emil Racoviță, océanographe et explorateur antarctique. Ensemble, ils se prirent de passion pour les grottes catalanes et pyrénéennes. En 1911-1912, René et Charles Alluaud, envoyé du Muséum national d'histoire naturelle, parcourent l'Afrique orientale à pied, des Aberdare au Kilimandjaro, dans des contrées encore naturelles à la biodiversité foisonnante.

#### École «jeannelienne»
Dans le monde de l'entomologie, René Jeannel innove : ses recherches et observations sont à l'origine d'une école dite « jeannelienne »,,.

#### Écologue

Dessins
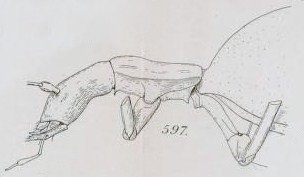
Leptodirus hohenwartii
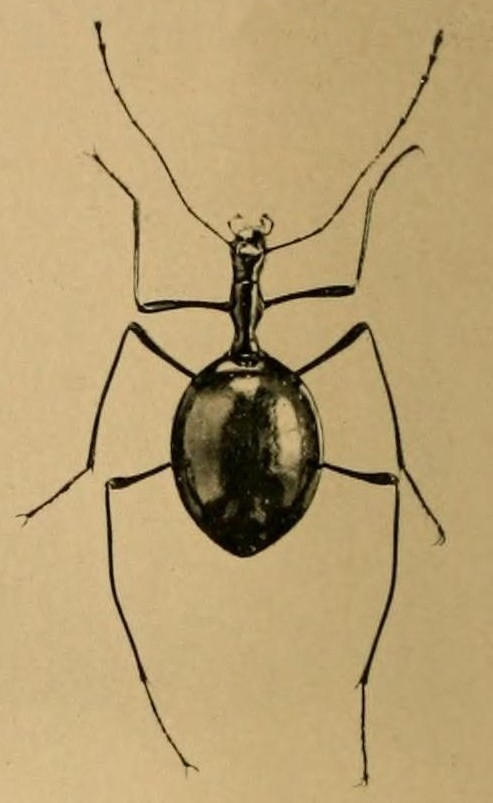
Leptodirus hohenwartii
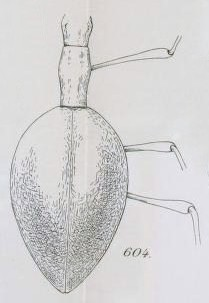
Leptodirus grouvellei
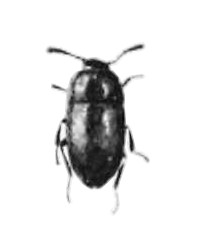
Sciaphyes sibiricus
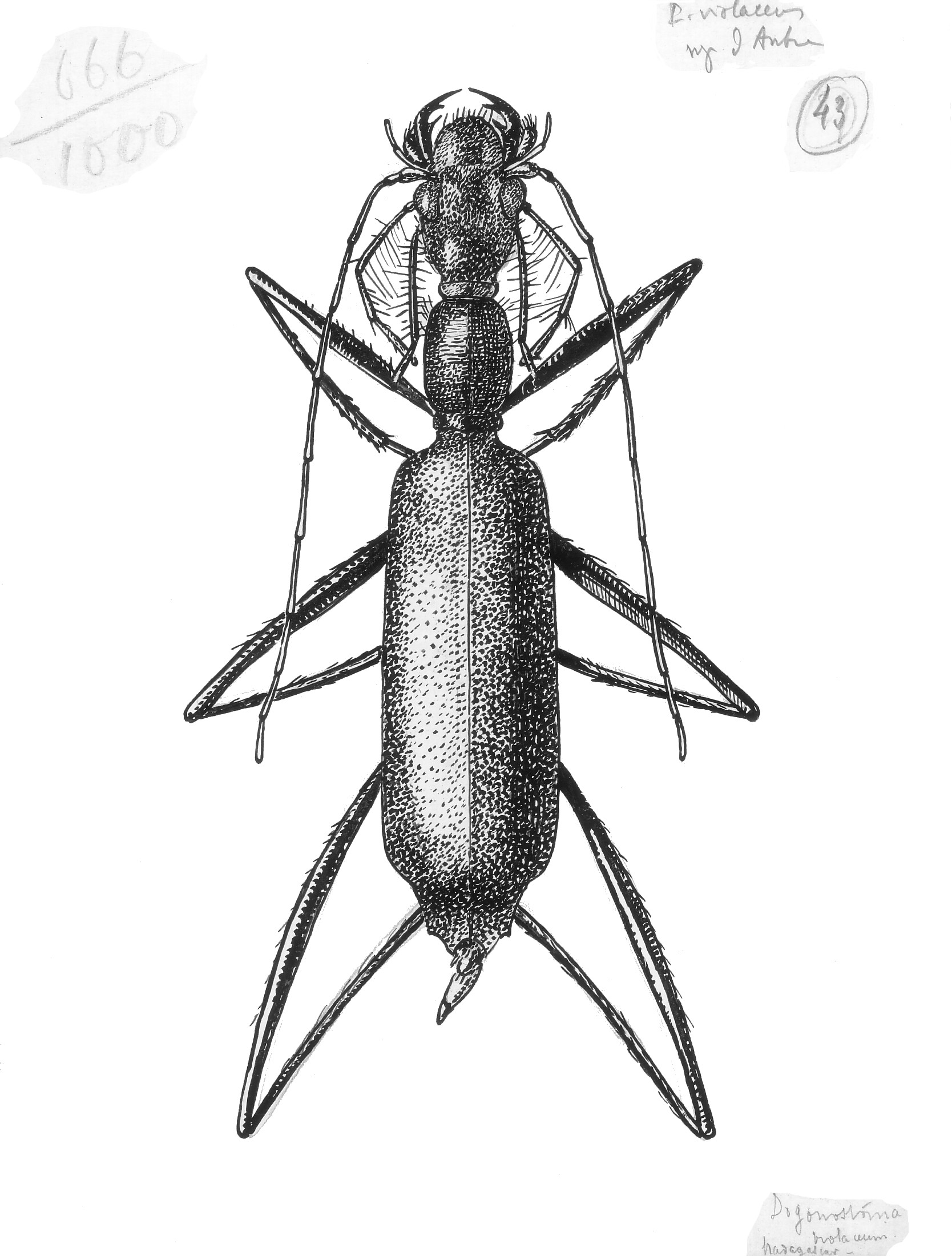
Autre dessin à l’encre de Chine : Digonostoma violaceum de Madagascar

Écologue en avance sur son temps, Jeannel avait déjà compris que l'homme est un agent destructeur de la nature : dans La genèse des faunes terrestres il écrit « l'Homme est fils de la forêt et père du désert ». Il avait, avec ses amis Emil Racoviță et Grigore Antipa (1867-1944), partagé les idées d'Ernst Haeckel (1834-1919), l'un des inventeurs de l'écologie, développant avec eux la démarche géonomique qui sera poursuivie plus tard par François Terrasson (1939-2006).

### Carrière
La carrière de René Jeannel couvre les sciences de la vie et de la Terre : zoologiste, entomologiste, botaniste, géologue, paléontologue, préhistorien, spéléologue, explorateur et biogéographe. En 1912, nommé boursier de l'Institut Pasteur, il revient à Paris et y rencontre Émile Brumpt (1877-1951) avec qui il étudie les insectes piqueurs à Paris auprès de Louis Eugène Bouvier (1856-1944). Pendant la Première Guerre mondiale, il reprend son métier de médecin comme chirurgien d'ambulance à Verdun, aux Éparges et dans la Somme.
Après la guerre, il est maître de conférences à la faculté des sciences de Toulouse. En 1921, Emil Racoviță, rentré en Roumanie, lui propose le poste de professeur de biologie générale à la faculté de médecine de Cluj. René Jeannel prend ses fonctions en Roumanie accompagné de sa famille. Il est rejoint, en 1924, par le Suisse Pierre-Alfred Chappuis, et les trois hommes créent l'Institut international de spéléologie et sa revue Biospeologica. La Roumanie honore le trio en les faisant membres d'honneur de son Académie royale.
En 1927, René quitte Cluj et revient au Muséum où, grâce à une souscription durant la journée Pasteur de 1926, il fait construire par Emmanuel Pontremoli le Vivarium que l'on peut toujours voir dans la Ménagerie du Jardin des plantes. Il se rend deux ou trois mois par an en Roumanie pour enseigner à la faculté de médecine jusqu'à sa nomination en 1931 comme professeur au Muséum, responsable de la chaire d'entomologie. Il encourage Paul Rémy à poursuivre ses recherches et notamment l'exploration des cavernes du massif karstique de l'ancien sandjak de Novipazar en Yougoslavie.
En 1932-1933, il enchaîne des expéditions outre-mer : l'Omo en Éthiopie en 1932-1933 avec Camille Arambourg et Pierre-Alfred Chappuis, les îles australes subantarctiques : Kerguelen, Crozet, Saint Paul et Amsterdam en 1938-1939, et entre les deux, chaque année, d'innombrables explorations spéléologiques, environ 400, en Europe, en Amérique du Nord, en Afrique. En 1935, Jeannel est assez connu pour servir de modèle à un personnage de roman : le Pr Paturel d'Arnould Galopin, dont la distraction légendaire sert de contrepoint pittoresque à une érudition phénoménale.

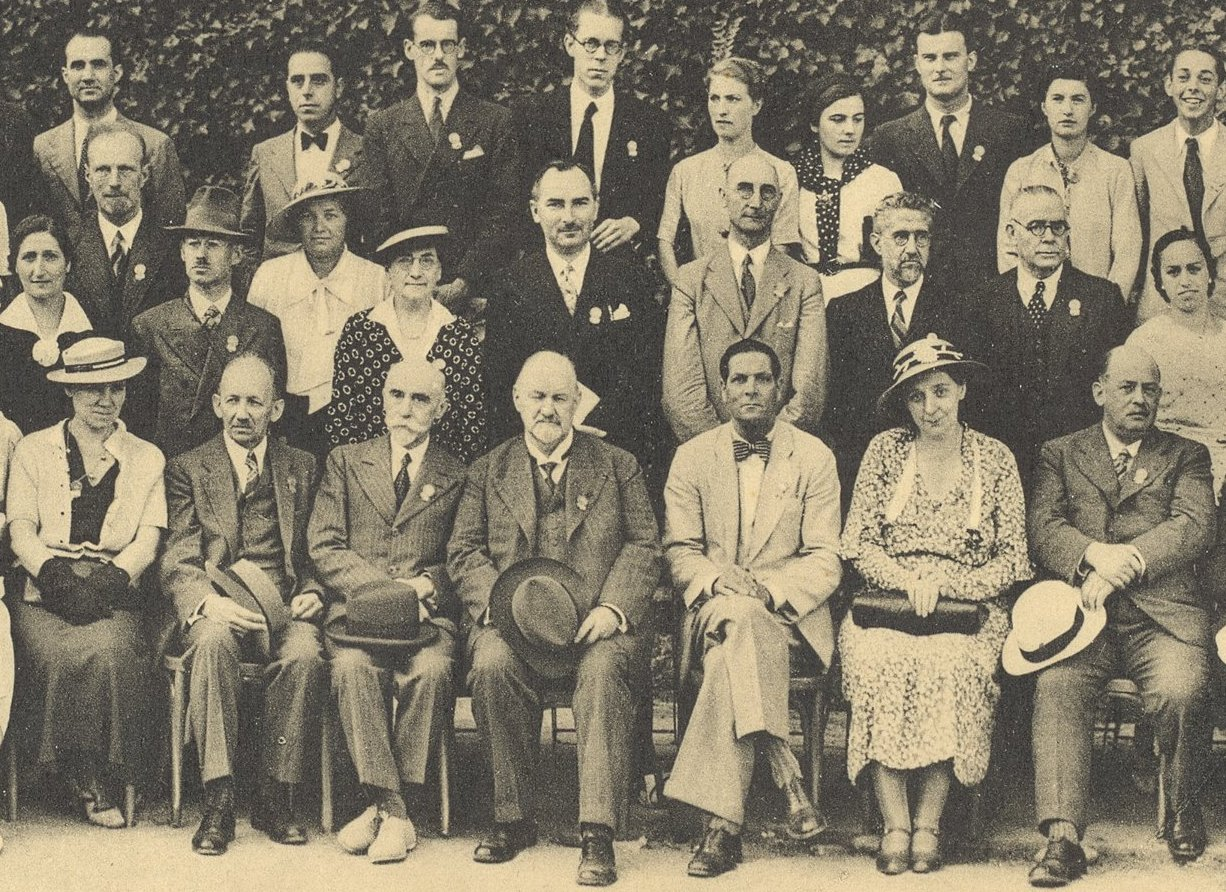
René Jeannel en bas à droite, à côté de son épouse. Photo partielle du VIe Congrès international d'entomologie tenu à Madrid en 1935.

Ses 511 publications totalisent plus de 20 000 pages, mais la clef de voûte de son œuvre est son soutien à l'idée de la dérive des continents, émise par Alfred Wegener, qu'il étaye par des arguments biogéographiques alors que la majorité des géologues la rejetaient, car la tectonique des plaques n'avait pas encore été découverte.
Directeur du Muséum en 1951, il prend sa retraite l'année suivante, après avoir fondé, avec le zoologue toulousain Albert Vandel, le laboratoire souterrain de Moulis dans l'Ariège, pour étudier les animaux cavernicoles dans leur milieu. C’est dans cette grotte que sont formés tous les guides de visite des grottes de France.

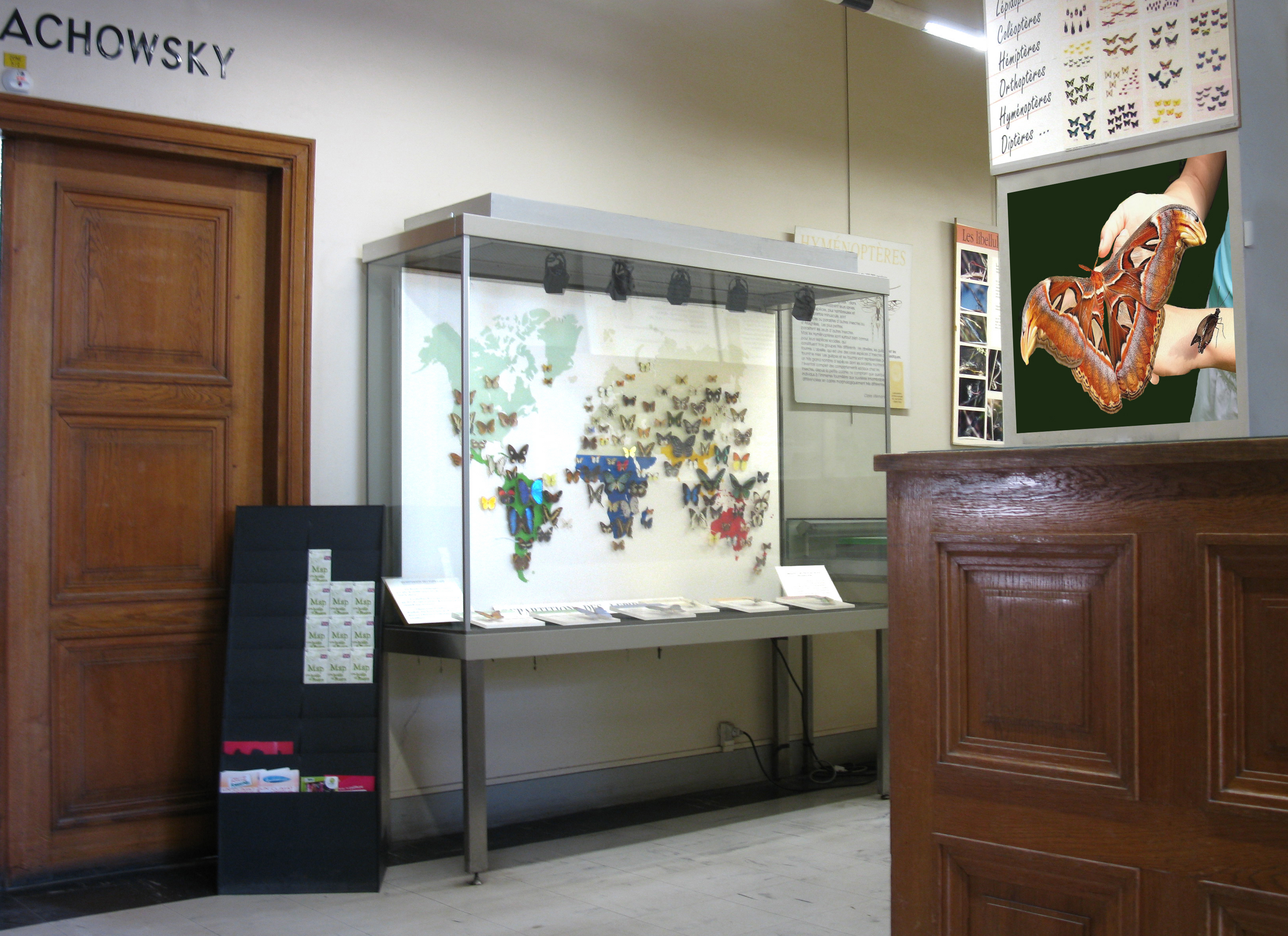
Un aspect du laboratoire d'entomologie du Muséum.
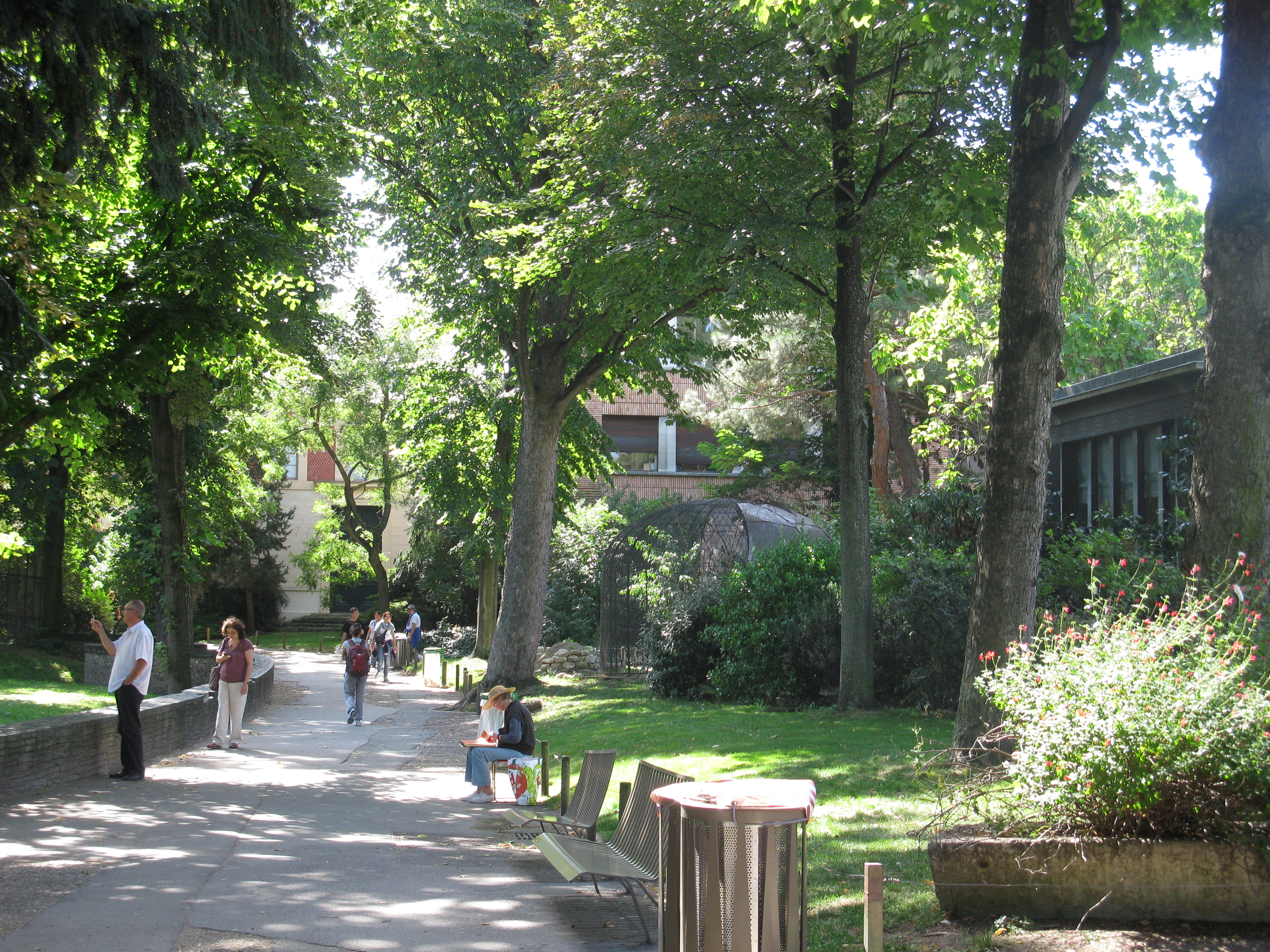
À droite, le Vivarium du Muséum de Paris, conçu par Emmanuel Pontremoli sur les plans de René Jeannel en 1926 avec les fonds de la souscription pendant la journée Pasteur.
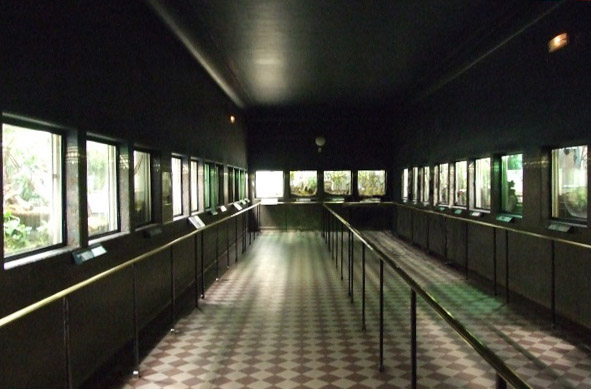
L'intérieur du vivarium.

## Hommages

### Toponymie
Après sa mort, son nom est donné à plusieurs lieux commémorant ses activités :
- L'allée du Muséum longeant le nouveau laboratoire d'Entomologie du 43 rue Buffon vers l'Orangerie ;
- La station d'écologie expérimentale du CNRS à Moulis ;
- Le plateau volcanique aux cavités peuplées d'insectes troglobies, qu'il avait exploré en 1932 sur l'île de la Possession, au-dessus de la Base Alfred-Faure.

### Entomologie
Plusieurs espèces ont été nommées en hommage à René Jeannel : ainsi les genres Bathyscia jeanneli et Aphaenops jeanneli.

### Buste
En 1965, la République socialiste de Roumanie offre une statue de René Jeannel au Muséum de Paris qui la remet en 2000 à l'Institut de Spéléologie de Cluj où elle est toujours visible dans le jardin de l'Institut.

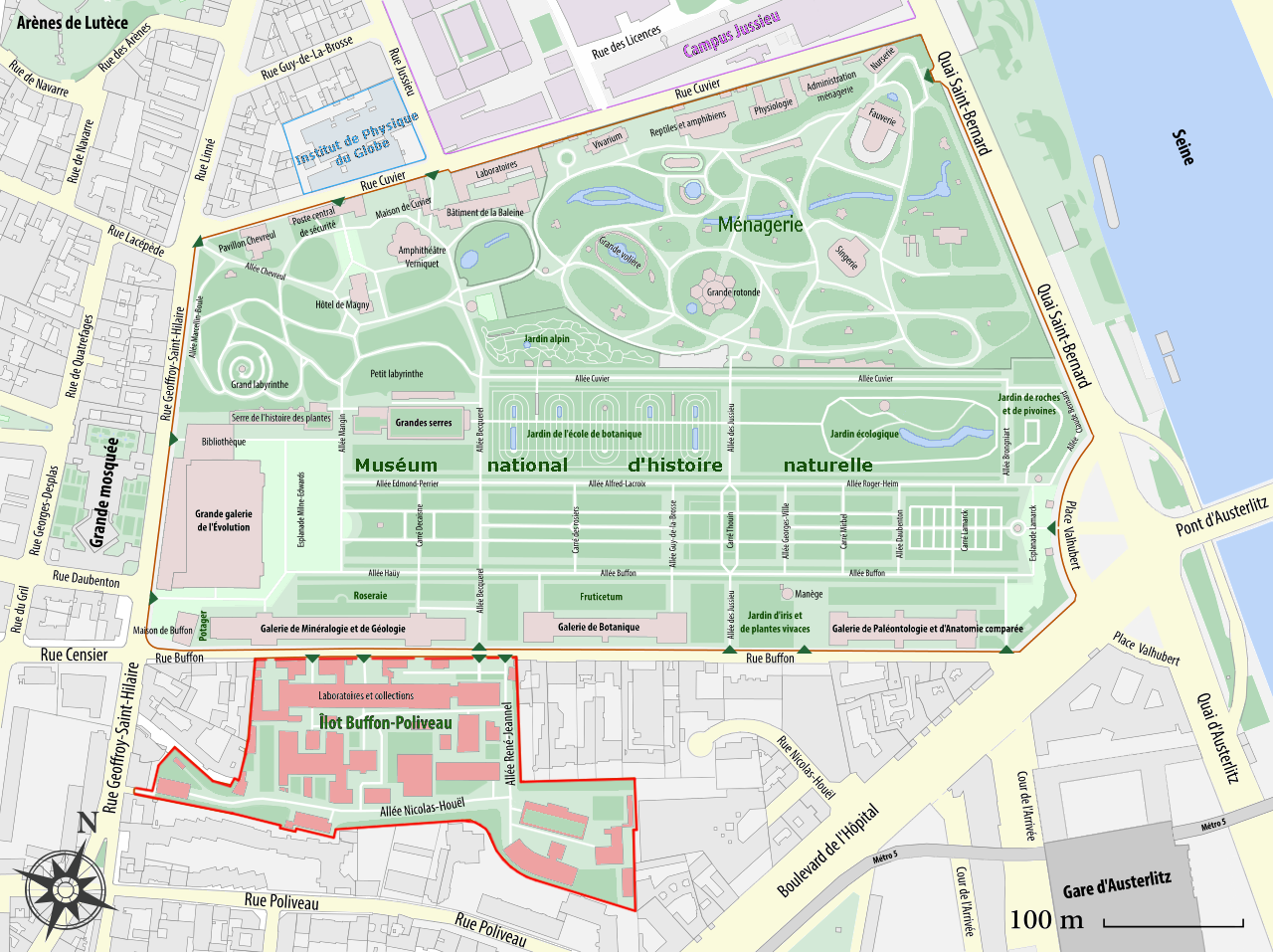
Au nord-est du « clos Patouillet » ou « îlot Buffon-Poliveau » en haut à droite du liséré rouge du Muséum national d'histoire naturelle se trouve, au 45 rue Buffon, l'allée René Jeannel qui longe le laboratoire d'Entomologie.
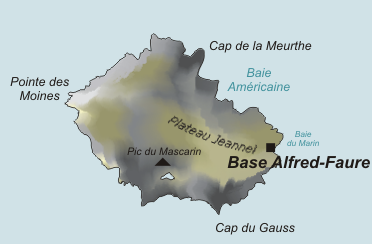
Le plateau Jeannel sur l'Île de la Possession
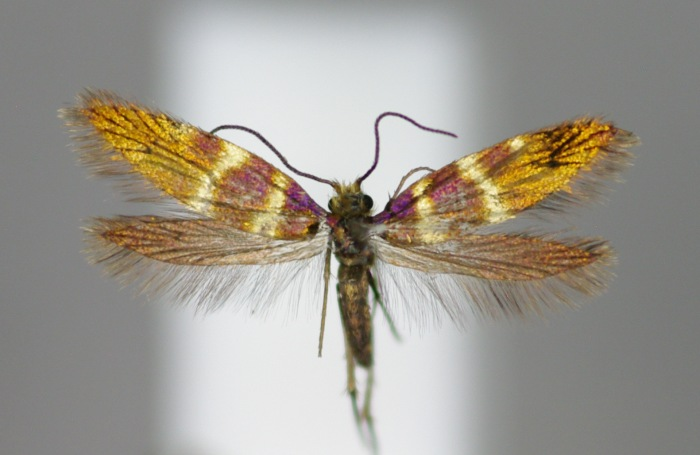
Le lépidoptère Micropterix jeanelli
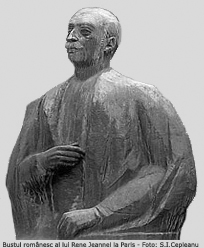
Buste de René Jeannel, au XXe siècle devant le laboratoire d'Entomologie du Muséum de Paris, au XXIe siècle devant l'Institut de Spéléologie de Cluj

## Publications
On doit à René Jeannel 511 publications entre 1905 et 1965 dans d’innombrables revues spécialisées françaises et étrangères dont de nombreux ouvrages généraux, ou retraçant sa création du Vivarium et ses différentes explorations :
- « Faune cavernicole de la France avec une étude des conditions d'existence dans le domaine souterrain », Encyclopédie entomologique Vol. VII, Ed. P. Lechevalier, Paris, 1926, 338 p.
- « Le vivarium du jardin des plantes de l'année 1928 », Société nationale d'acclimatation de France, Revue d'Histoire Naturelle, Vol. 10, no 2-3, 1929, p. 1-30.
- Muséum National d'Histoire Naturelle : Guide illustré du vivarium, Firmin-Didot, 1929, 32 p.
- Mission scientifique de l'Omo : Un cimetière d'éléphants, Société des Amis du Muséum national d'histoire naturelle et du Jardin des plantes, Firmin-Didot, Mesnil (Eure), Paris 1934, 159 p.
- « Au seuil de l'Antarctique : croisière du Bougainville aux îles des manchots et des éléphants de mer », Publications du Muséum national d'histoire naturelle no 5, Paris, 1941, 236 p.
- La Genèse des faunes terrestres : éléments de biogéographie, Presses universitaires de France, Paris, 1942, 513 p.
- « Les "fossiles vivants" des cavernes », L'Avenir de la science nouvelle série no 1, Gallimard, Paris 1943, 321 p.
- « Les Hautes Montagnes d'Afrique : vers les neiges éternelles sous l’équateur », Publications du Muséum national d'histoire naturelle, Supplément no 1, Paris 1950, 254 p.
- « La marche de l’évolution », Publications du Muséum national d'histoire naturelle no 15, Presses universitaires de France, Paris, 1950, 171 p.
- « Biogéographie des terres Australes de l'océan Indien », Revue française d'entomologie Vol. 31, no 5, 1964, p. 319-417.

## Distinctions
- 1923 : chevalier de la Légion d'honneur ;
- 1935 : officier de la Légion d'honneur à l'occasion du tricentenaire du Muséum ;
- 1951 : commandeur de la Légion d'honneur ;
- 1909 : Prix Constant décerné par la Société entomologique de France ;
- 1921 : Prix Passet décerné par la Société entomologique de France.